# 이키촌
이키촌(壱岐村)은 후쿠오카현 사와라군에 있던 촌이며, 지쿠젠국에 속했다. 현재의 후쿠오카시 니시구에 해당한다.